# شيا كاري
شيا كاري (بالإنجليزية: Shea Curry)‏ هي ممثلة أمريكية، ولدت في 28 نوفمبر 1972 في الولايات المتحدة.

## أعمال

### أفلام
- (2011) ليلة رأس السنة[1]

## وصلات خارجية
- شيا كاري على موقع IMDb (الإنجليزية)
- شيا كاري على موقع قاعدة بيانات الفيلم (الإنجليزية)